# Katharine Holmes
Pour les articles homonymes, voir Holmes.
Katharine Holmes, née le 15 juillet 1993 à Washington, est une escrimeuse américaine spécialiste de l'épée. Elle est championne du monde par équipes en 2018 et multiple médaillée aux championnats panaméricains d'escrime en individuel.

## Carrière
Holmes intègre l'équipe des États-Unis à partir de la saison de coupe du monde 2012-2013. Aidée par ses bons résultats aux championnats panaméricains, elle se maintient plusieurs années autour de la 30e place du classement mondial.
Elle est sélectionnée pour participer aux Jeux de 2016 à Rio de Janeiro. En individuel, elle est battue au premier tour à l'issue d'un match serré contre l'Estonienne Erika Kirpu (4-5). Une touche, c'est également la marge qui sépare l'équipe des États-Unis de la Roumanie lors du premier 
match de l'épreuve par équipes, match qui bascule en faveur des Roumaines (23-24). Dans ce match, Holmes marque deux touches et n'en reçoit aucune.
Durant les championnats du monde 2018, les Américaines créent la surprise en s'imposant dans l'épreuve par équipes, offrant aux États-Unis un premier titre mondial dans la discipline.
Holmes est étudiante à l'Université de Princeton.

## Palmarès
- Championnats du monde
  -  Médaille d'or par équipes aux championnats du monde 2018 à Wuxi

- Championnats panaméricains d'escrime (Individuel)
  -  Médaille d'argent aux championnats panaméricains d'escrime 2014 à San José
  -  Médaille d'argent aux championnats panaméricains d'escrime 2013 à Carthagène des Indes
  -  Médaille de bronze aux championnats panaméricains d'escrime 2017 à Montréal
  -  Médaille de bronze aux championnats panaméricains d'escrime 2016 à Panama
  -  Médaille de bronze aux championnats panaméricains d'escrime 2015 à Santiago

## Classement en fin de saison
| Année | 2013 | 2014 | 2015 | 2016 | 2017 | 2018 | 2019 | 2020 | 2021 | 2022 |
| ----- | ---- | ---- | ---- | ---- | ---- | ---- | ---- | ---- | ---- | ---- |
| Rang  | 32   | 28   | 24   | 27   | 24   | 33   | 33   | 27   | 24   | 11   |